# 彭程 (成化丁未進士)
彭程（1445年—？），字憲卿，一字萬里，江西鄱陽縣人。軍籍。明朝政治人物。成化丁未進士，弘治時任監察御史，因上言弊政下獄遣戍。

## 生平
成化十三年（1477年）丁酉科江西鄉試第二十一名，成化二十三年（1487年）丁未科會試第一百四十一名，三甲一百五十四名進士，弘治初，授河南道監察御史，巡視京城、兩浙鹽運、光祿寺等。弘治五年（1492年）六月上疏檢舉光祿寺中諸事，牽連憲宗，孝宗大怒，立下其入錦衣獄。給事中叢蘭亦巡視光祿，繼而上疏論此事。孝宗宥叢蘭無罪，奪光祿卿胡恭等俸祿，將彭程交付刑部定罪。尚書彭韶等擬贖杖還職，孝宗卻欲置之死地。彭韶等疏救，彭程子彭尚三次上章乞代父死，均無濟於事。當時，巡按陝西御史嵩縣李興亦坐酷刑繫獄。及朝審，刑部將二人罪狀一起上呈。孝宗下詔李興問斬，彭程及家屬遣戍廣西隆慶。文武大臣、英國公張懋、尚書王恕皆疏救，終於減李興死罪，改杖一百，偕妻子戍賓州，而彭程無所減刑。彭程母李氏年老，且無他子，叩闕乞留侍養。南京給事中毛珵等亦上奏請求未果。彭尚隨父前往戍所，舉廣西鄉試。次年，孝宗終於念彭程母老，放還。
正德時，劉瑾亂政，追論彭程巡鹽時稍虧額課，勒令其家償還。此時彭程已死多年，僅有一孫女。散盡家財不足數額，則賣女以償，路人皆為之流涕。

## 家族
曾祖彭大年；祖父彭九齡；父彭昹，衛經歷。母李氏。慈侍下。